# Mount Sedgwick
Mount Sedgwick är ett berg i Australien. Det ligger i regionen West Coast  och delstaten Tasmanien, i den sydöstra delen av landet, omkring 170 kilometer nordväst om delstatshuvudstaden Hobart. Toppen på Mount Sedgwick är 1 123 meter över havet, eller 309 meter över den omgivande terrängen. Bredden vid basen är 6,8 km.
Trakten runt Mount Sedgwick är nära nog obefolkad, med mindre än två invånare per kvadratkilometer.. Närmaste större samhälle är Queenstown, nära Mount Sedgwick. 
I omgivningarna runt Mount Sedgwick växer i huvudsak städsegrön lövskog. Genomsnittlig årsnederbörd är 2 407 millimeter. Den regnigaste månaden är september, med i genomsnitt 283 mm nederbörd, och den torraste är februari, med 92 mm nederbörd.